# امامزاده قاسم (کوهپایه)
امامزاده قاسم کوهپایه مربوط به دوره صفوی - دوره قاجار است و در شهرستان کوهپایه اصفهان، روستای امامزاده قاسم واقع شده و این اثر در تاریخ ۳۰ تیر ۱۳۸۴ با شمارهٔ ثبت ۱۲۱۲۲ به‌عنوان یکی از آثار ملی ایران به ثبت رسیده است در این امام زاده میتوان آثار نقاشی کمال الملک را مشاهده کرد.